# Пантера (БПЛА)
Пантера (Panther) — тактический комплекс БПЛА.
Разработан израильской фирмой IAI. Впервые представлен в ходе ежегодной межвойсковой конференции в Латруне в Израиле, которая проходила с 5-7 октября 2010 года. Главным отличием беспилотника Пантера от всех остальных БПЛА является использование технологии поворотного винта, позволяющего осуществлять вертикальный взлет и посадку, а также зависать в воздухе. По словам изготовителя разработана также в миниверсия весом 12 килограммов, управляемая при помощи переносной станции.
Предназначен для разведки целей, корректировки огня, обнаружения мест падения других БПЛА и самолётов. В состав полезной нагрузки дрона в штатном варианте входит система Mini POP производства ТАА, позволяющая вести наблюдение круглосуточно в любых погодных условиях. По желанию заказчика на БПЛА можно установить лазерный указатель, измеритель расстояния или систему наведения.
Наземная станция управления, размещенная в одном автомобиле, может управлять сразу тремя «Пантерами».

## ЛТХ
- Радиус действия, км — 60
- Продолжительность полета, ч — 6
- Потолок, м — 3000
- Максимальный взлетный вес БПЛА, кг − 65
- Максимальный вес полезной нагрузки, кг — 20